# Ланкашир
Ланкашир (енгл. Lancashire) је традиционална грофовија Енглеске.
Админнистративно, грофовија се састоји од 12 округа. у раном средњем веку била је провинција англосаксонског краљевства Нортамбрија. Овај регион укључивао је и земљу предака куће Ланкастера.